# Ŷamid
El ŷamīd (en árabe levantino, جميد) o ʾāqat (en árabe peninsular, أقط), es una pelotilla de yogur (labn o labneh en árabe) seco elaborada con leche de cabra u oveja. El proceso de secado se hace con sal hasta que la crema se seca formando una bola de 20 a 30 centímetros de diámetro. Es muy popular en Jordania.

## Usos
El ŷamid es muy popular en la cocina jordana debido a que es uno de los componentes principales del plato nacional: el Mansaf, debido en parte a que la carne de cordero se cuece en el ŷamid. Uno de los ŷamides más celebrados procede de la ciudad jordana de  Karak. Se emplea también en la elaboración de otros platos como el rashoof y el shakreyeh basados en el empleo de yogur.